# 金明迥

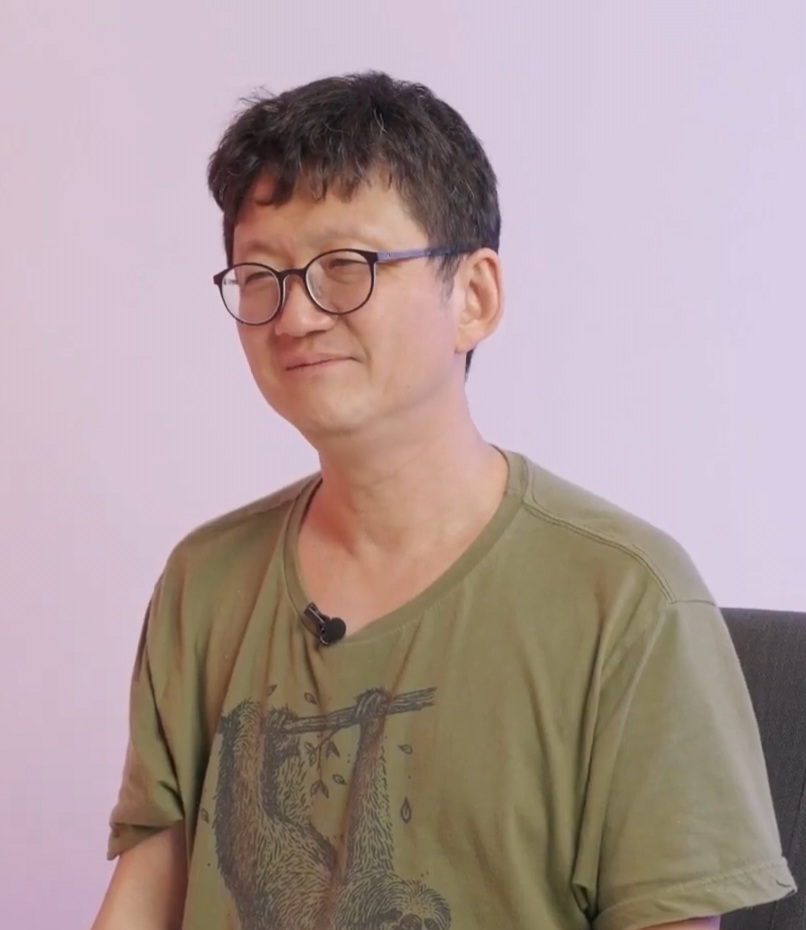
金民衡

金民衡（김민형，1963年—），是韓國數學家，擅長丟番圖方程。1990年，他在耶魯大學獲得博士學位，後來在一些大學工作，包括麻省理工學院，哥倫比亞大學，亞利桑那州立大學，普渡大學，韓國高等研究院，倫敦大學學院。目前，他在牛津大學墨頓學院擔任教授和浦項工科大學數學系主席 。
他最著名的數論的貢獻是應用算術丟番圖方程問題的研究 。

## 生平
- 1990年至1993年，美國麻省理工學院導師
- 1993年- ：哥倫比亞大學助理教授
- 1995年- 2007年：亞利桑那州助理教授，副教授，教授
- 2001年- 2002年：韓國研究所高級研究教授
- 2005 - 2007：美國普渡大學教授
- 2007年- 2011年：倫敦大學學院（University College London）
- 2010年- 2013：浦項科技大學特聘教授
- 2011 -數論（RSIV）教授
- 2011 -至今，牛津大學默頓學院院士

## 荣誉
在2012年獲得湖岩獎。

## 出版
- "p-adic L-functions and Selmer varieties associated to elliptic curves with complex multiplication" （页面存档备份，存于）, Annals of Mathematics
- "The motivic fundamental group of P1∖{0,1,∞} and the theorem of Siegel", Inventiones Mathematicae
- "Massey products for elliptic curves of rank 1" （页面存档备份，存于）, Journal of the American Mathematical Society
- "Selmer varieties for curves with CM Jacobians" （页面存档备份，存于） (with John H. Coates)